# Frederik Bætzmann
Frederik Samuel Bætzmann, född 16 oktober 1841 i Trondhjem, död 2 maj 1913 i Rom, var en norsk tidningsman och författare.
Efter att ha varit bibliotekarie i den skandinaviska föreningen i Rom 1859–1864 och amanuens vid universitetsbiblioteket i Kristiania under några år, gick Bætzmann definitivt över till pressen 1869. Genom sin anställning i Dagbladet, vars Pariskorrespondent han var 1878–1883, kom Bætzmann i närmare förbindelse med de liberala oppositionsmännen. På grund av hans motstånd mot "riksretsaktionen", skedde emellertid en brytning med vänstern, varefter han övergick till Aftenposten. Åren 1883–1892 var han dess Pariskorrespondent och 1892–1898 dess politiske redaktör. En stor insats gjorde Bætzmann vid genomdrivandet av Bernkonventionen 1886. Han har skrivit ett par statsrättsliga och historiska arbeten: Det norske statsraad 1811–1884 (1885), Italiens frihetskamp (1911) med flera arbeten.